# Twin City (Géorgie)
Twin City est une ville américaine située dans le comté d'Emanuel, en Géorgie. Selon le recensement de 2020, sa population est de 1 642 habitants.